# Carex echinochloiformis
Carex echinochloiformis är en halvgräsart som beskrevs av Yui Liang Chang och Y.C.Yang. Carex echinochloiformis ingår i släktet starrar, och familjen halvgräs. Inga underarter finns listade i Catalogue of Life.